# Milan (Ohio)
 For alternative betydninger, se Milan. (Se også artikler, som begynder med Milan)
Milan er en by i staten Ohio, USA. I 2015 havde byen 1.367 indbyggere.
Byen er mest kendt for at være den amerikanske opfinder, Thomas Edisons, fødeby.
41°17′35″N 82°36′04″V / 41.2931°N 82.6011°V